# ルイス・アルコナーダ
ルイス・ミゲル・アルコナーダ・エチャーリ（Luis Miguel Arconada Etxarri 、1954年6月26日 - ）は、スペイン・バスク州サン・セバスティアン出身の元同国代表サッカー選手。ポジションはGK。
選手生活20年をレアル・ソシエダのみで全うし、クラブの2度のラ・リーガ制覇に貢献した。
1977年から8年間招集され続けたスペイン代表では68試合に出場し、2度のFIFAワールドカップと2度のUEFA欧州選手権に参加した。

## 人物・来歴
クラブは生涯を通じてレアル・ソシエダに在籍し、プリメーラ・ディビシオンでは551試合に出場した。スペイン代表では68試合に出場した。
スペイン代表としては、1976年のモントリオール五輪に出場した。1978年のアルゼンチンW杯と1982年のスペインW杯の2度のワールドカップに出場した。1980年と1984年の2度のUEFA欧州選手権に出場した。後者のUEFA欧州選手権1984では、長年メジャー大会での優勝から遠ざかっていたスペイン代表がフランス代表との決勝に進出した大会となった。しかし、この決勝でアルコナーダは、自身の真正面に来たミシェル・プラティニのフリーキックをキャッチミスし、失点に直結するゴールを与えてしまった。結果、0-2でスペイン代表は敗れ、2008年に欧州選手権で優勝するまで実に20年もの間、スペイン代表はメジャー大会で結果を残せなくなった。

## タイトル

### クラブ
レアル・ソシエダ
- ラ・リーガ : 2回 (1980-81, 1981-82)
- コパ・デル・レイ : 1回 (1986-87)
- スーペルコパ・デ・エスパーニャ : 1回 (1982)

### 個人
- サモラ賞 : 3回 (1979-80, 1980-81, 1981-82)